# François-Louis-Joseph Watteau
François Louis Joseph Watteau (ur. 18 sierpnia 1758 w Lille, zm. 1 grudnia 1823 tamże), znany tak jak jego ojciec jako Watteau z Lille – francuski malarz, pracujący całe życie w miejscu swojego urodzenia. Był synem Louisa Josepha Watteau (1731–1798) oraz wnukiem Noëla Josepha Watteau (1689–1756) – Noël był bratem Jeana-Antoine’a Watteau, malującego sceny wytwornych zabaw i koncertów dworskich znanych jako fête galante. Od 1808 aż do swojej śmierci był zastępcą kuratora galerii sztuki Palais des Beaux-Arts w Lille, którą jego ojciec pomógł utworzyć.

## Prace w zbiorach publicznych
We Francji
- Lille, Musée de l'Hospice Comtesse :
  - La Braderie, 1799–1800, olej na płótnie ;
  - La Procession de Lille en 1789, 1801, olej na płótnie ;
  - La Fête du Broquelet, vers 1803, olej na płótnie;
- Lille, Palais des Beaux-Arts :
  - La Mort de Socrate, 1780, olej na płótnie ;
  - Une Fête au Colisée, około 1789, olej na płótnie ;
  - La Défaite de Porus par Alexandre, 1802, olej na płótnie ;
  - La Défaite de Darius par Alexandre, 1802, olej na płótnie ;
- Valenciennes, Musée des beaux-arts :
  - La Tempête, olej na płótnie;
  - La Bataille des pyramides, 1798–1799, olej na płótnie;
  - Le Siège de Beauvais en 1472, 1799, olej na płótnie ;

W Polsce
- Warszawa, Pałac w Wilanowie : Assemblée dans un parc, olej na płótnie.

## Galeria

Prace François Watteau
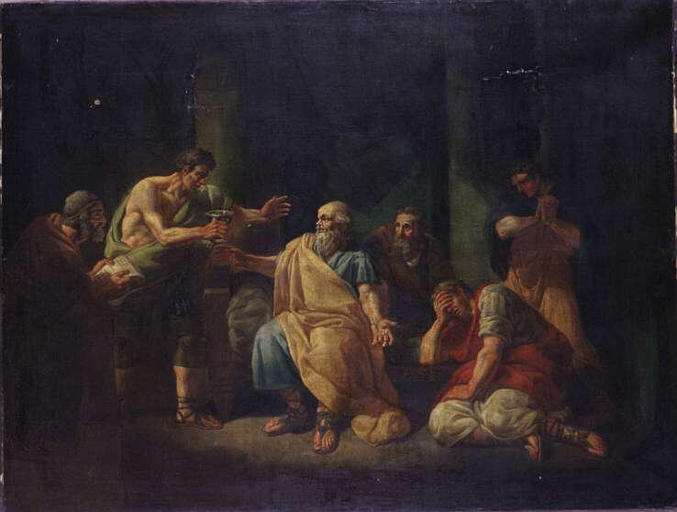
La Mort de Socrate (1780), Palais des Beaux-Arts.
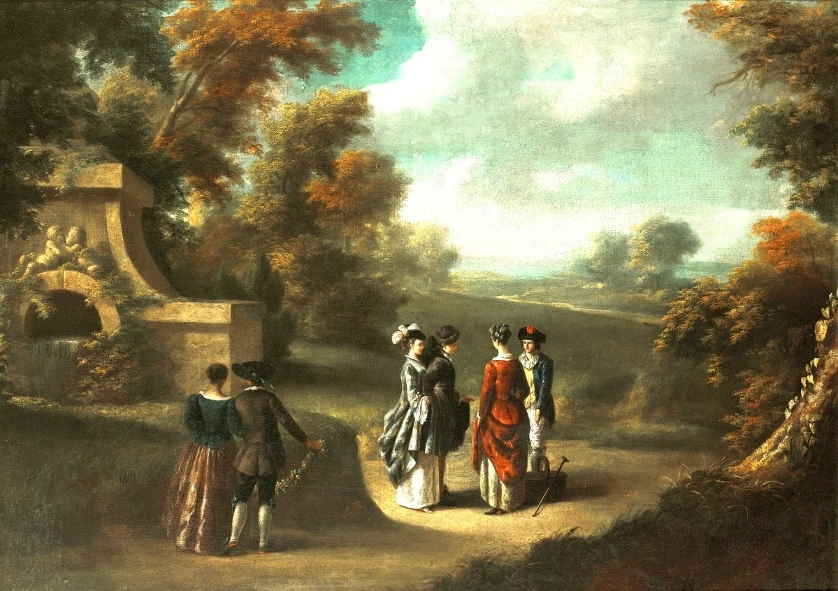
Assemblée dans un parc, Warszawa, Pałac w Wilanowie.
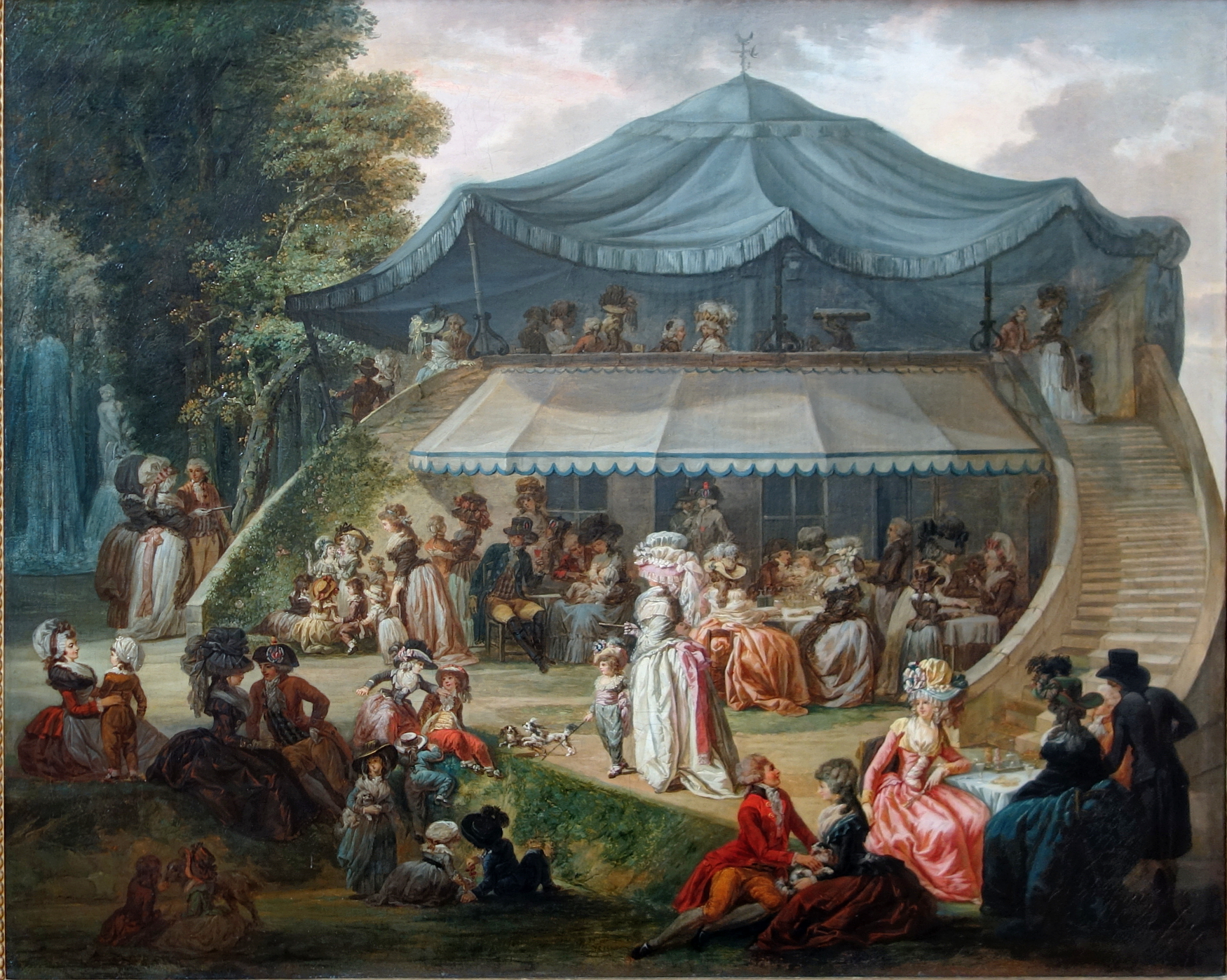
Une Fête au Colisée (około 1789), Palais des Beaux-Arts w Lille.
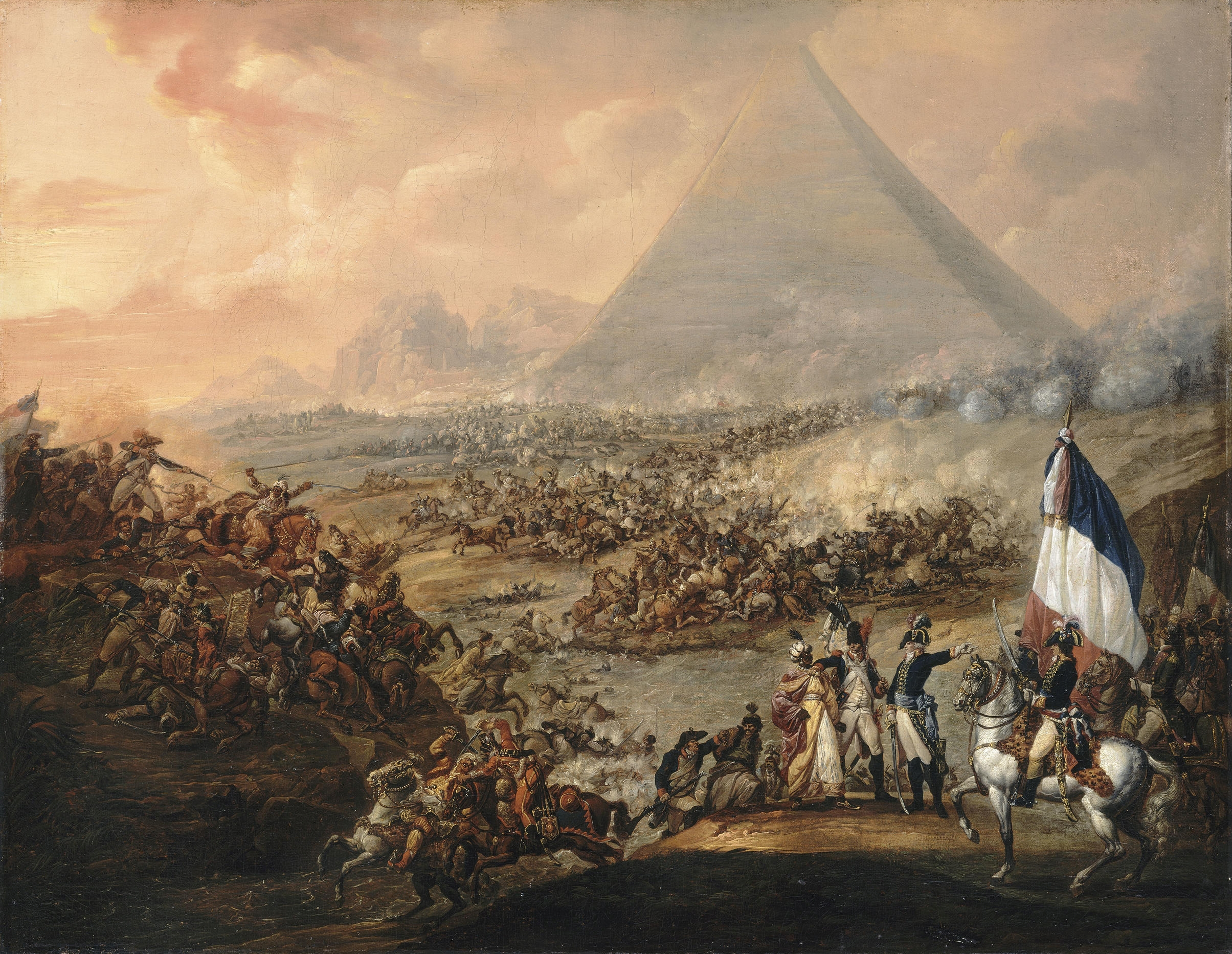
La Bataille des pyramides (1798-1799), Musée des Beaux-Arts de Valenciennes.
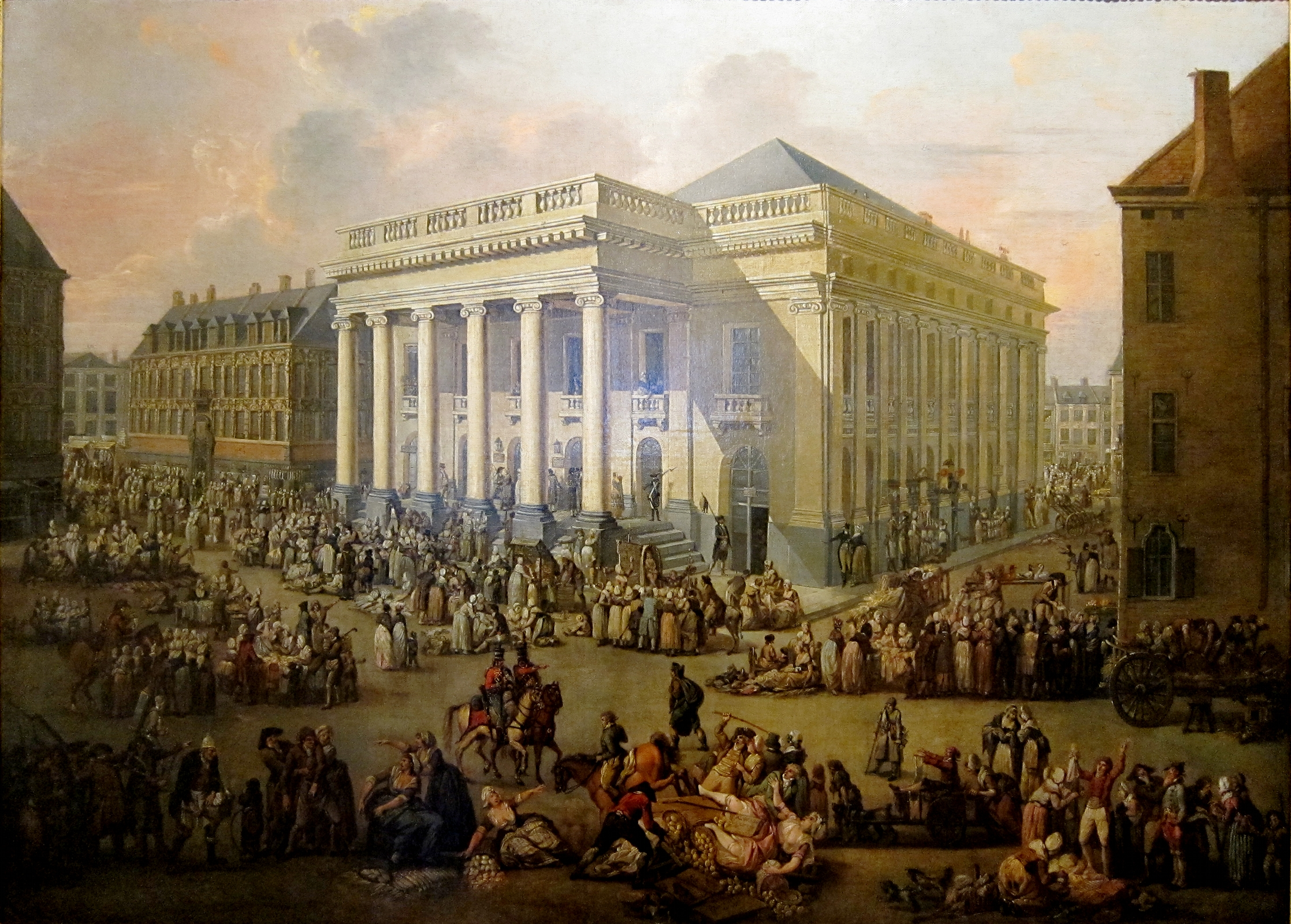
La Braderie (1799-1800), Lille, Musée de l'Hospice Comtesse.